# Paterson Joseph

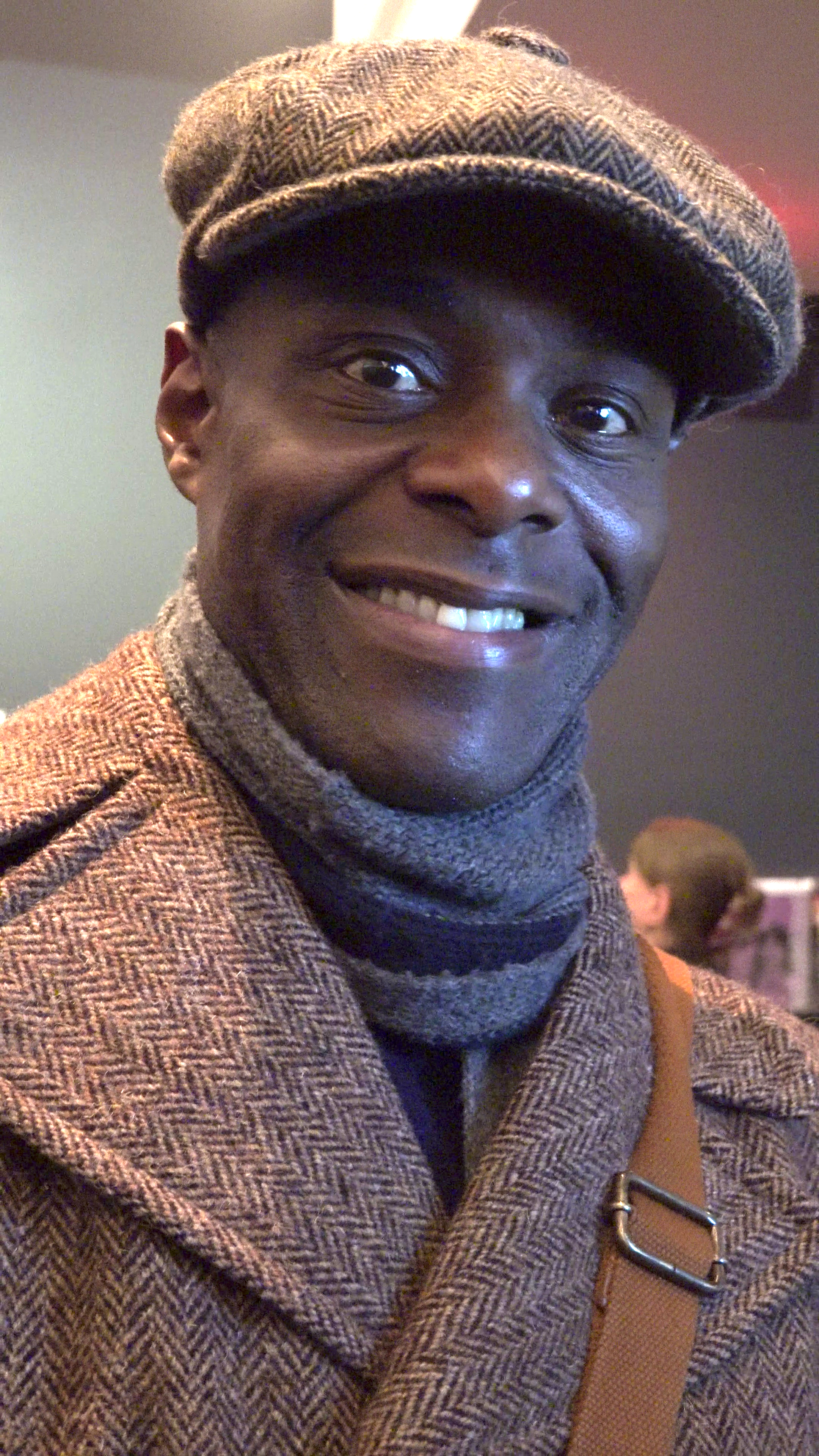
Paterson Joseph

Paterson Joseph (* 22. Juni 1964 in London, England, Vereinigtes Königreich) ist ein britischer Schauspieler. Er spielte unter anderem Hauptrollen in den Serien Law & Order: UK, Jekyll, The Leftovers und in Safe House.

## Leben
Paterson Joseph wurde in London geboren, seine Eltern stammen aus St. Lucia.
In den ersten Jahren seiner schauspielerischen Karriere war er hauptsächlich am Theater tätig und wurde unter anderem für seine Darbietungen in Stücken wie König Lear und Verlorene Liebesmüh ausgezeichnet. Auf Grund seiner schauspielerischen Darbietungen in verschiedenen britischen Fernsehserien wurde er zwischenzeitlich als erster dunkelhäutiger Darsteller für die Hauptrolle der Serie Doctor Who gehandelt, welche letztendlich aber an Matt Smith ging.
Einem weiteren Kreis wurde er durch seine Rolle des „Holy Wayne“ Gilchrest in der HBO-Serie The Leftovers bekannt.
Paterson Joseph ist mit einer Französin verheiratet und lebt mit dieser und einem gemeinsamen Sohn in Frankreich. Vor seiner Karriere war er als Koch tätig.

## Filmografie (Auswahl)
- 1993: Im Namen des Vaters (In the Name of the Father)
- 1994–1998: Casuality (Fernsehserie, 42 Folgen)
- 2000: The Beach
- 2000: Greenfingers – Harte Jungs und zarte Triebe (Greenfingers)
- 2002: Waking the Dead – Im Auftrag der Toten (Waking the Dead, Fernsehserie, 2 Folgen)
- 2002: Gerichtsmedizinerin Dr. Samantha Ryan (Silent Witness, Fernsehserie, 2 Folgen)
- 2003–2005: William and Mary (Fernsehserie, 10 Folgen)
- 2003–2015: Peep Show (Fernsehserie, 17 Folgen)
- 2004: My Dad’s the Prime Minister (Fernsehserie, 6 Folgen)
- 2005: Æon Flux
- 2008: Der Andere (The Other Man)
- 2011: Death in Paradise (Fernsehserie, Folge Nur die Sonne war Zeuge)
- 2013–2014: Law & Order: UK (Fernsehserie, 13 Folgen)
- 2014–2015: The Leftovers (Fernsehserie, 7 Folgen)
- 2015: Safe House (Fernsehserie, 4 Folgen)
- 2015: You, Me and the Apocalypse (Fernsehserie, 9 Folgen)
- 2016–2018: Timeless (Fernsehserie, 27 Folgen)
- 2017: Rellik (Fernsehserie, 6 Folgen)
- 2019: Grantchester (Fernsehserie, 1 Folge)
- 2021: Vigil – Tod auf hoher See (Vigil, Fernsehserie, 6 Folgen)
- 2023: Wonka
- 2023: Boat Story